# Hugo Staehle
Johann Hugo Christoph Ludwig Herkules Staehle (* 21. Juni 1826 in Fulda; † 29. März 1848 in Kassel) war ein deutscher Komponist der Romantik.

## Leben
Staehle war Sohn eines Offiziers der kurhessischen Armee. In Kassel erhielt er zunächst Klavierunterricht bei Wilhelm Deichert, einem Schüler von Louis Spohr. Ab 1839 unterrichtete ihn Moritz Hauptmann (bis zu dessen Umzug 1842 nach Leipzig infolge Übernahme des Thomaskantorats) in Musiktheorie und Komposition, während Louis Spohr ihm Violinunterricht erteilte. Ab 1842 wurde er auch in der Komposition Schüler von Spohr, bei dem er auch zeitweilig wohnte. Spohr unterstützte ihn in den Folgejahren durch Aufführung verschiedener Kompositionen. Staehle hielt sich in den Herbst- und Wintermonaten von 1843/44 und 1844/45 zudem in Leipzig auf, wo er außer bei Hauptmann auch bei Ferdinand David und dem Pianisten Louis Plaidy Unterricht nahm sowie Niels Gade kennen lernte. Während eines mehrtägigen Aufenthalts in Dresden hörte er eine Opernaufführung unter der Leitung von Richard Wagner, zudem machte er dort die Bekanntschaft mit Clara und Robert Schumann. Zurück in Kassel vollendete er seine große dreiaktige Oper Arria, die unter Spohrs Leitung 1847 auch am Kasseler Hoftheater mit Erfolg aufgeführt wurde. 1848 verstarb Staehle knapp 22-jährig an Hirnhautentzündung.
Als seine bedeutendsten Werke sind seine Symphonie in c-Moll (1844) und sein Klavierquartett A-Dur (1847) zu nennen.

## Werk
Der Werkkatalog Staehles ist infolge der kurzen Lebensspanne des Komponisten nicht sehr umfangreich, zeugt aber von einer hohen Begabung.
Oper
- Arria (1845/46), 1847 am Kasseler Hoftheater uraufgeführt. Daraus bisher erschienen:  Ouvertüre. Berlin: Ries & Erler 2018. Chor der Krieger. Marsch aus der Oper Arria. Kraichtal: HeBu 2018. Chor der Soldaten aus der Oper Arria. Kraichtal: HeBu 2020.

Kirchenmusik
- Der 24. Psalm für Soli, Chor und Orchester (1842/43). Bonn: Dr. J. Butz 2019.
- Miserere für vierstimmigen Doppelchor mit beziffertem Bass (1842).
- Der 130. Psalm für Soli, Chor und Klavierbegleitung (1841).

Weltliche Vokalwerke
- Sechs Lieder op. 2. Hamburg, Leipzig, New-York: Schuberth et Comp. [1850].
- Sechs Lieder für Bariton oder Bass op. 5. Kassel: Carl Luckhardt [1849].

Orchesterwerke
- Ouvertüre e-Moll (1842), 1844 uraufgeführt durch die Kasseler Hofkapelle unter Leitung von Louis Spohr. Berlin: Ries & Erler 2015.
- Symphonie c-Moll (1844), 1844 uraufgeführt durch die Kasseler Hofkapelle unter Leitung von Louis Spohr.

Märsche für Militärorchester
- Festmarsch Es-Dur (1843). Kraichtal: HeBu 2018.
- Marcia As-Dur. Kraichtal: HeBu 2020.
- Geschwindmarsch Nr. 1 Es-Dur (1840). Kraichtal: HeBu 2019.
- Geschwindmarsch Nr. 2 Es-Dur ("Großer Geschwindmarsch", 1843). Kraichtal: HeBu 2019.
- Geschwindmarsch Nr. 3 B-Dur (1844). Kraichtal: HeBu 2019.
- Geschwindmarsch Nr. 4 F-Dur (1844). Kraichtal: HeBu 2018.

Kammermusik
- Klavierquartett A-Dur op. 1. Leipzig: J. Schuberth & Co. [1849].
- Scherzo für Streichquintett a-moll (ca. 1847). Für 2 Violinen, 2 Violen & Violoncello. Kassel: Kammermusikverlag 2002.
- Streichquartett G-Dur (ca. 1842). Für 2 Violinen, Viola & Violoncello. Kassel: Kammermusikverlag 2002.

Klaviermusik
- Tre Scherzi op. 4. Cassel: Carlo Luckhardt [1848].
- Albumblätter Op. 3 (verschollen).
- Militärmärsche für Klavier. Kassel: Louis-Spohr-Stiftung 2015.
- Marche. Kassel: Merseburger 2008.
- Romance sans paroles. Kassel: Merseburger 2008.